# ホールダウン金物

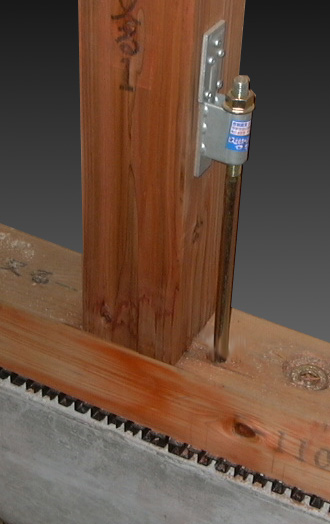
ビス留め式ホールダウン金物15kN用(柱脚施工例)

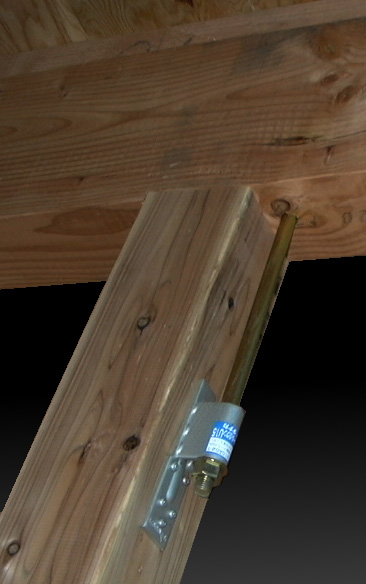
ビス留め式ホールダウン金物15kN用(柱頭施工例)

ホールダウン金物（ホールダウンかなもの）または引き寄せ金物は、主に木造軸組工法の建物で使用する、補強金物のひとつである。この金物は、地震時や台風時に柱が土台や梁から抜けるのを防ぐために必要不可欠な金物で、柱脚（柱の下部）と柱頭（柱の上部）の両方に取り付けるものである。

## 概要
取り付け方式は、柱にM12の六角ボルトで取り付けるもの、多数の釘 (ZN90) で止めるもの、専用のビスで取り付けるもの等がある。サイズは、主に10kN用、15kN用、20kN用、25kN用、35kN用があり、柱に生じる引き抜き力に応じて選定する。アンカーボルト及び縦方向の通しボルトはM16を使う。アンカーボルトの基礎コンクリートへの埋め込み長さは、360mm以上必要である（35kN用は500mm以上）。

## ホールダウン金物等の設置義務
ホールダウン金物は、建物の階数に関わらず、建築基準法・建設省告示1460号（平成12年5月31日）「木造の継手及び仕口の構造方法を定める件」の表に従って取り付けなければならない。ただし、N値計算を行った場合は、その計算結果に基づいて取り付ける。また、構造計算を行った場合は、その計算結果に基づいて取り付ける。なお、木造3階建てでは必ず建築基準法・令第81条から99条に基づく構造計算を行い、必要なホールダウン金物の強度を求めなければならない。
このような計算を行った場合、間取りにもよるが、2階建ての場合には2割程度、3階建ての場合には5割程度の柱にホールダウン金物を取り付けることになる。特に、建物の四隅の柱では引き抜き力が大きく、1つで足りない場合は2つ取り付けることになる。また、開口部両脇の柱には10kN～20kN用程度のホールダウン金物を取り付けることになることが多い。
なお、木造平屋建てや木造2階建てではホールダウン金物は必要ないというのは誤りである。また、建物の四隅や通し柱だけに取り付ければよいというのも誤りである。

## ホールダウン金物の欠落と欠陥住宅

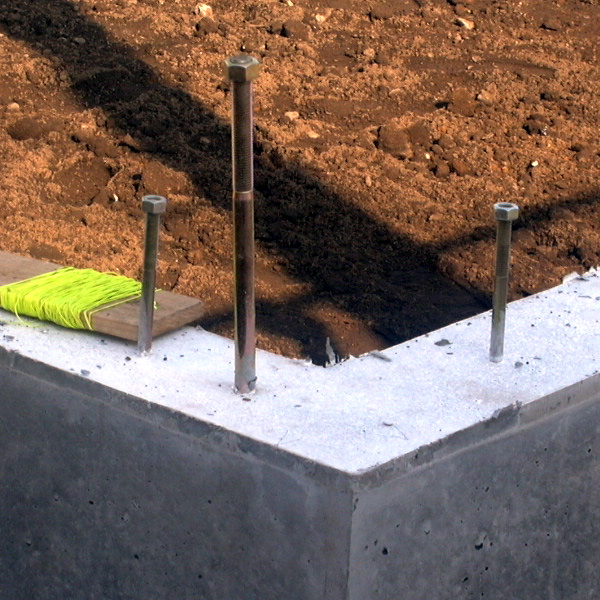
木造建築物の基礎に埋め込まれたアンカーボルト。短いのは土台用のM12、長いのはホールダウン金物用のM16。

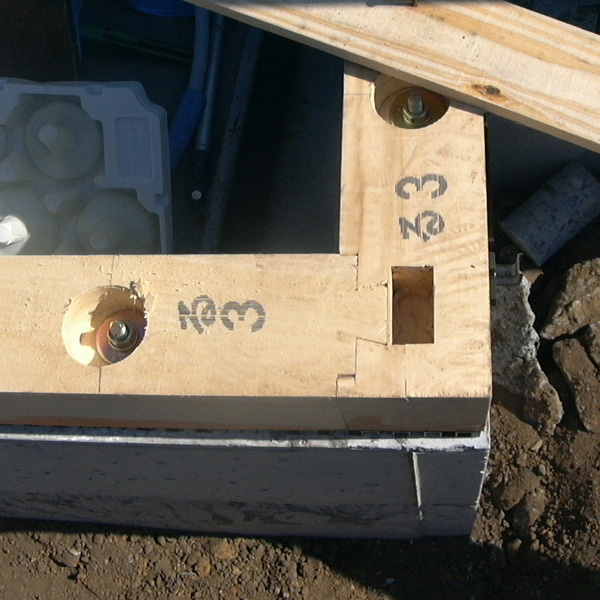
引き抜き力の大きな出隅柱にホールダウン金物用のアンカーボルトを入れていない木造3階建て住宅

上記のような法令や告示があるにもかかわらず、ホールダウン金物が省略されている住宅はかなり多い。典型的な例は、ホールダウン金物が全くないもの、建物の四隅にしかないもの、通し柱にしかないもの、1階の柱脚(下部)にしかないもの、2階部分や3階部分ですべて省略されているものなどが挙げられる。これにはいくつかの理由がある。まず、コストの削減と工期の短縮のためである。また、ホールダウン金物を示した図面が無かったり、その図面にホールダウン金物を書き忘れている場合もある。さらに、上記の法令や告示があることを知らない人もいる。悪質な場合は、筋交いが多いから必要ない、又は、構造用合板で連結されているから必要ないという虚偽の説明をする人もいる。このような木造軸組工法の建築物は、地震時などに柱が抜けて倒壊する危険性が高いので、建築主・建築士・監理者・施工者ともよくチェックする必要がある。
ホールダウン金物の不足が疑われる場合には、告示の表、N値計算、構造計算のどれに従って取り付けているかを確認し、告示の表又はN値計算書又は構造計算書の指定した通りに取り付けられているか、すべての柱について検査する必要がある。もし不足していた場合は、ホールダウン金物を正しく付け直すことになるが、特に1階の柱脚でホールダウン金物用のアンカーボルトが入っていない場合は、基礎から壊してやり直しということになる。このような事態を防ぐためにも、基礎工事の段階で、ホールダウン金物の位置をすべて確認しておくことが望ましい。なお、接着系アンカーによる補修は、住宅の基礎では基礎幅が狭く十分な引き抜き耐力が出ないことや、埋め込み長さが不足することなどから、新築においては基本的には認められない。

## ホールダウン金物と筋交いのおさまり
ホールダウン金物と筋交いがぶつかり、金物が取り付けられなくなったり、筋交いを切り欠いてしまう例が報告されている。このようなトラブルを防ぐためには、予めアンカーボルトをわざと中心からずらして取り付けたり、長さ900mm程度の長めのアンカーボルトを使ったりする工夫が必要がある。また、設計段階において、筋交いは極力用いず構造用合板などの面材耐力壁を積極的に用いることも、このようなトラブルを避けるのに有効である。

## その他の注意事項
基礎の立ち上がりが低いべた基礎の場合、底板コンクリートを打設してからホールダウン金物用アンカーボルトをセットすると埋め込み長さが不足するので、底板コンクリート打設前にホールダウン金物用アンカーボルトをセットする。又は、立ち上がりを高く設計する。
1階～2階の柱の接続、2階～3階の柱の接続で両引きになる場合、ホールダウン金物は大きい方のサイズに合わせなければならない。
ホールダウン金物のサイズは、X方向とY方向で計算した引き抜き強度を加算したものとする。